# Transport kolejowy na Litwie

Mapa sieci kolejowej na Litwie

Transport kolejowy na Litwie – system transportu kolejowego działający na terenie Litwy.

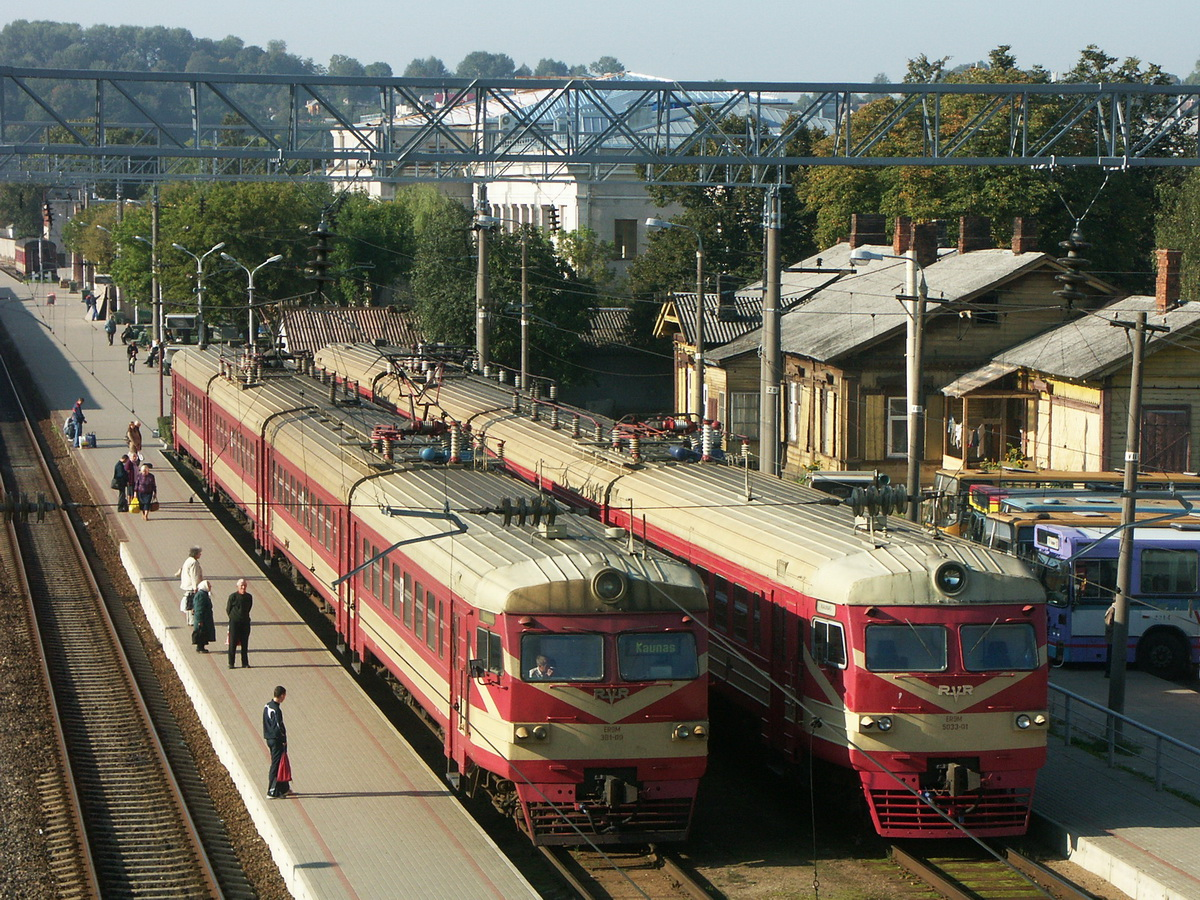
Elektryczne zespoły trakcyjne ER9M w 2014 na stacji w Kownie

Na Litwie istnieje 1911 km linii kolejowych, z czego 152 km są zelektryfikowane. Narodowym przewoźnikiem jest Lietuvos geležinkeliai.

## Historia
Pierwszą linią kolejową na terenie współczesnej Litwy, stanowiącym wówczas część Imperium Rosyjskiego, była Kolej Warszawsko-Petersburska, ukończona w 1862 roku, przebiegająca wzdłuż wschodniej granicy obecnego państwa. Pierwszy pociąg przybył do Wilna 4 września 1860 roku. Była to czwarta linia kolejowa w Imperium Rosyjskim, a druga o przyjętej następnie w Rosji jako standard szerokości toru 1524 mm. Oprócz głównej linii zbudowano odgałęzienie z Landwarowa przez Kowno do Wierzbołowa na granicy z ówczesnymi Prusami.
Dalsza rozbudowa związana była z budową Kolei Libawsko-Romeńskiej. W 1871 roku otwarto linię kolejową przez Koszedary, Radziwiliszki, Szawle i Możejki do portu w Lipawie (obecnie na Łotwie), a w 1873 roku jej przedłużenie na wschód z Nowej Wilejki do Mińska (na Białorusi), oraz odgałęzienie na północ przez Poniewież do Dyneburga (na Łotwie). Pod koniec XIX wieku zbudowano dalsze połączenia na południe do Łunińca i Suwałk. Zbudowano także od końca XIX wieku sieć wąskotorowej kolei dojazdowej na terenie Auksztoty. Podczas I wojny światowej na obszarze zajętym przez Niemcy przekuto sieć kolejową na rozstaw 1435 mm.
Po uzyskaniu przez Litwę niepodległości w 1918 roku, na jesieni 1919 roku powstały Koleje Litewskie (Lietuvos geležinkeliai). Na skutek pojawienia się nowych granic, w tym polskiej aneksji Wilna, sieć kolejowa utraciła spoistość, a przed 1938 roku nie utrzymywano komunikacji kolejowej z Polską. Z większych inwestycji, między 1925 a 1932 roku rokiem zbudowano linię z Szawli do Kretyngi i Kłajpedy (poprzednio pruskiej).
Po aneksji Litwy przez ZSRR w 1940 roku i likwidacji jej państwowości, koleje państw bałtyckich zostały włączone do kolei radzieckich jako Przybałtycka Droga Żelazna i ich szerokość po 1945 roku ujednolicono na 1524 mm. Zbudowano wówczas kilka mniejszych linii, obwodnicę południową Wilna i w latach 80. kolejowy terminal promowy w Kłajpedzie. Na stacji Szostaków przy granicy z Polską powstał terminal przeładunkowy z uwagi na odmienną szerokość toru. Trakcja parowa została wyparta przez trakcję spalinową i jedynie w niewielkim zakresie elektryczną, dla ruchu pasażerskiego na linii Wilno – Kowno. 
Po rozpadzie Związku Radzieckiego 1 stycznia 1992 roku reaktywowano narodowego zarządcę kolejowego Lietuvos geležinkeliai.
Na koniec XX wieku sieć kolejowa Litwy obejmowała 2001 km linii, w tym 1811 km szerokotorowych (1520 mm), 22 km normalnotorowych (1435 mm, od Szostakowa do granicy z Polską) i 169 km wąskotorowych (750 mm). Zelektryfikowane było jedynie 122 km, służące do ruchu pasażerskiego – linia z Nowej Wilejki przez Wilno do Kowna, z odgałęzieniem do Trok (prąd zmienny o napięciu 25 kV 50 Hz). Gęstość kolei była niewielka – 3,1 km linii na 100 km², a tylko nieliczne linie były dwutorowe, w tym tranzytowa linia z Białorusi przez Wilno i Kowno do obwodu królewieckiego. Tabor Kolei Litewskich odziedziczony został po kolejach radzieckich. W 1994 roku z pojazdów trakcyjnych były 303 lokomotywy spalinowe, 56 spalinowych zespołów trakcyjnych i 13 elektrycznych zespołów trakcyjnych.
W 2001 roku zlikwidowano kolej wąskotorową użytku publicznego, pozostawiając jedynie odcinek Poniewież – Rubikiai o długości 68,4 km jako turystyczną Auksztocką Kolej Wąskotorową.

## Inwestycje
Obecnie (2024) trwa elektryfikacja linii Wilno – Kłajpeda.
W planach jest budowa normalnotorowej linii Rail Baltica, która połączy Polskę z krajami bałtyckim. Odcinek litewski zacznie na granicy polsko-litewskiej niedaleko Puńska. Dalej kolej będzie biegła przez Mariampol, Kowno, Poniewież do Rygi. Powstanie też odgałęzienie do Wilna.

## Galeria

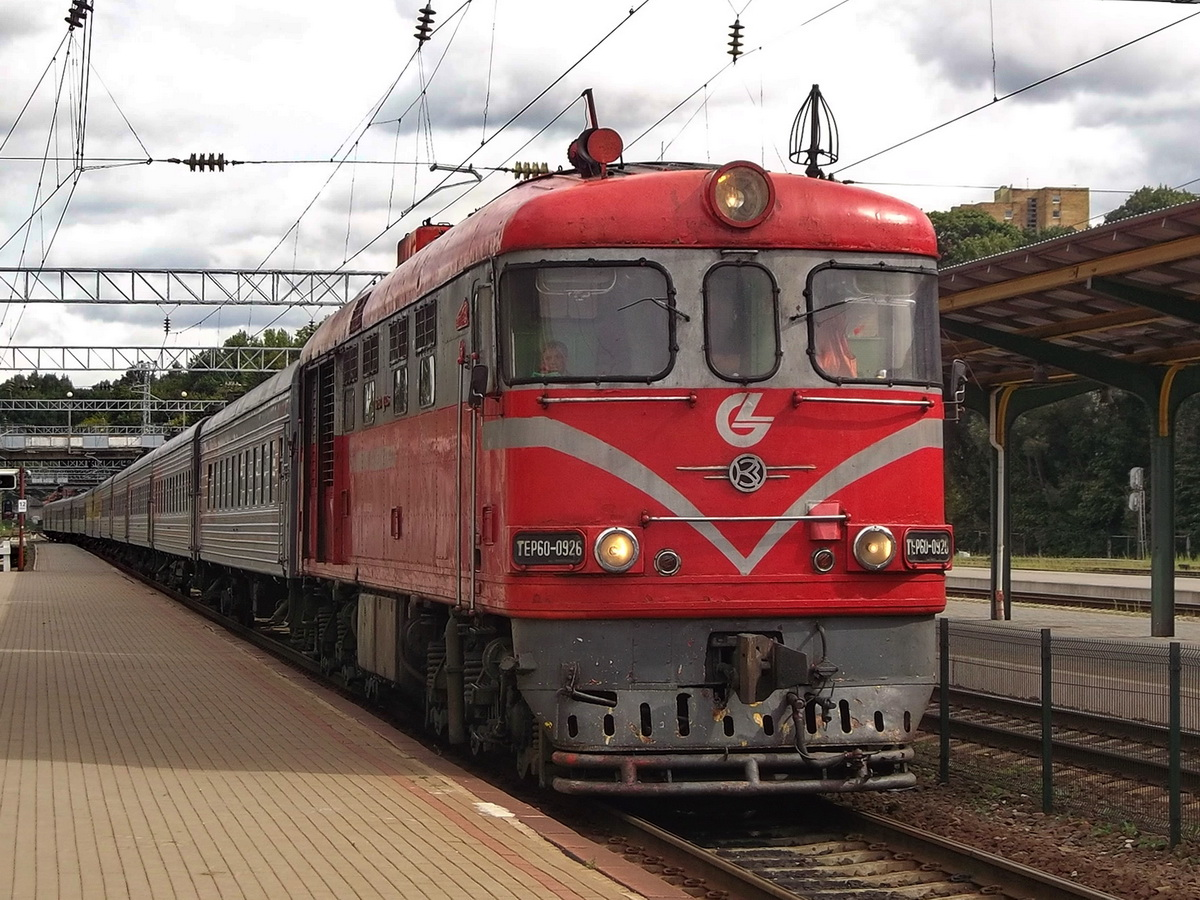
Pociąg pasażerski ze spalinowozem TEP60 w Kownie, 2015
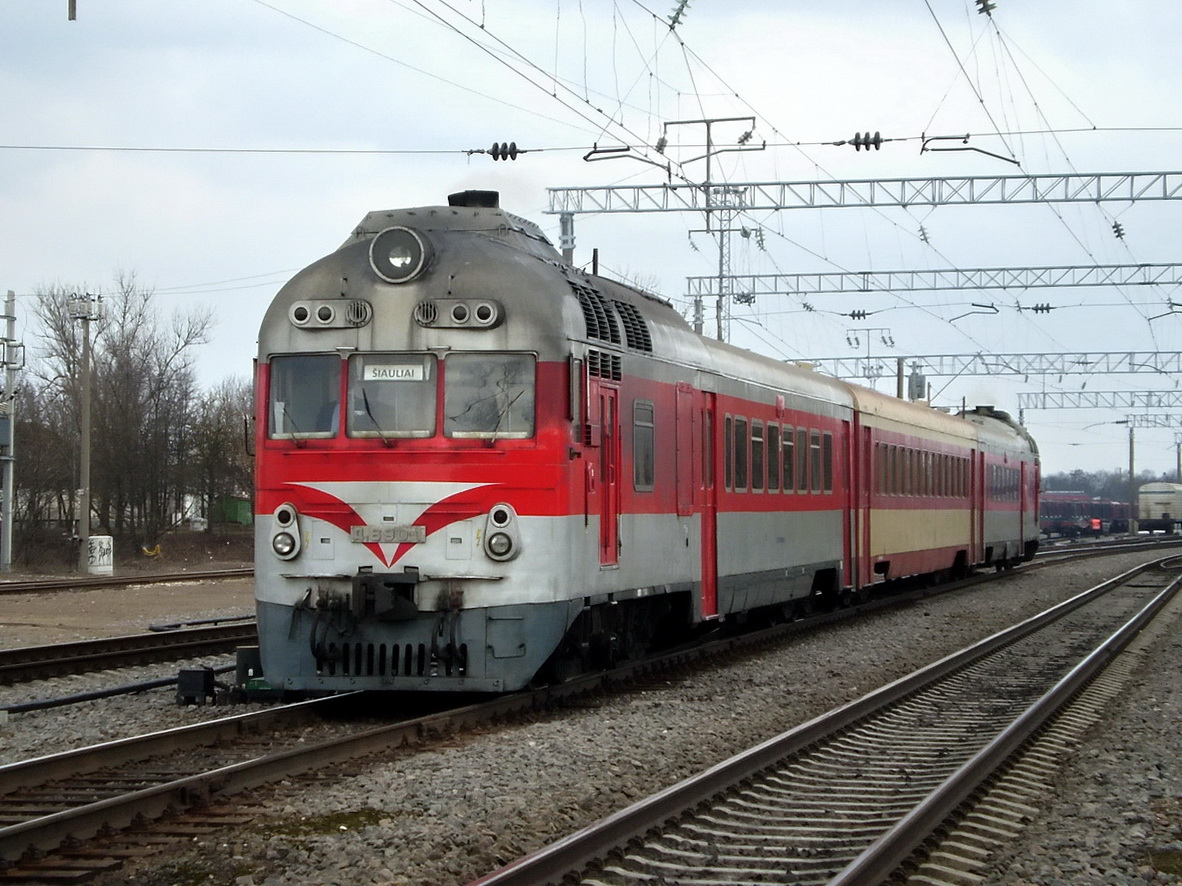
Spalinowy zespół trakcyjny D1 w Wilnie, 2014
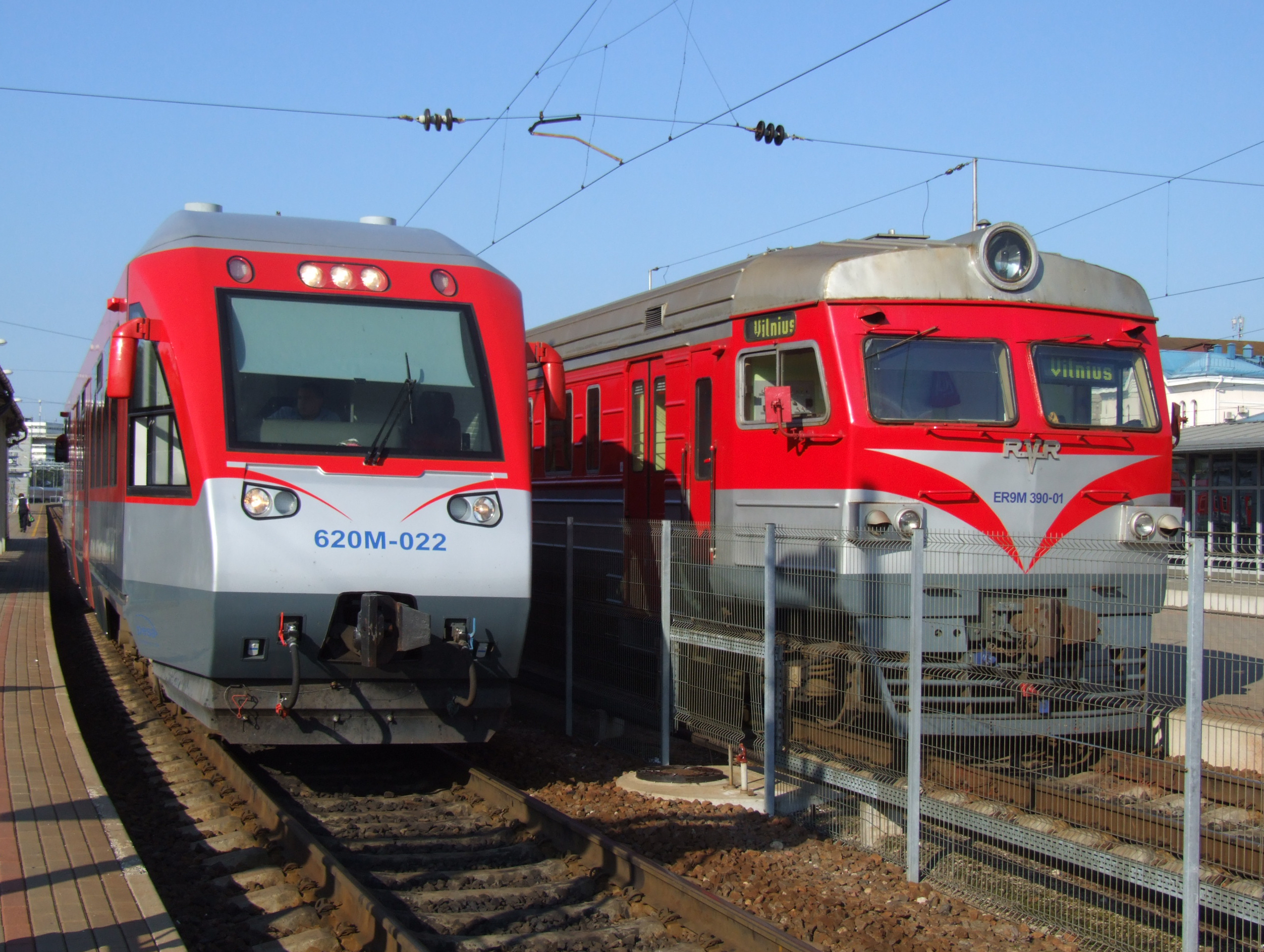
Wagon spalinowy Pesa 620M i elektryczny zespół trakcyjny ER9M na stacji w Wilnie
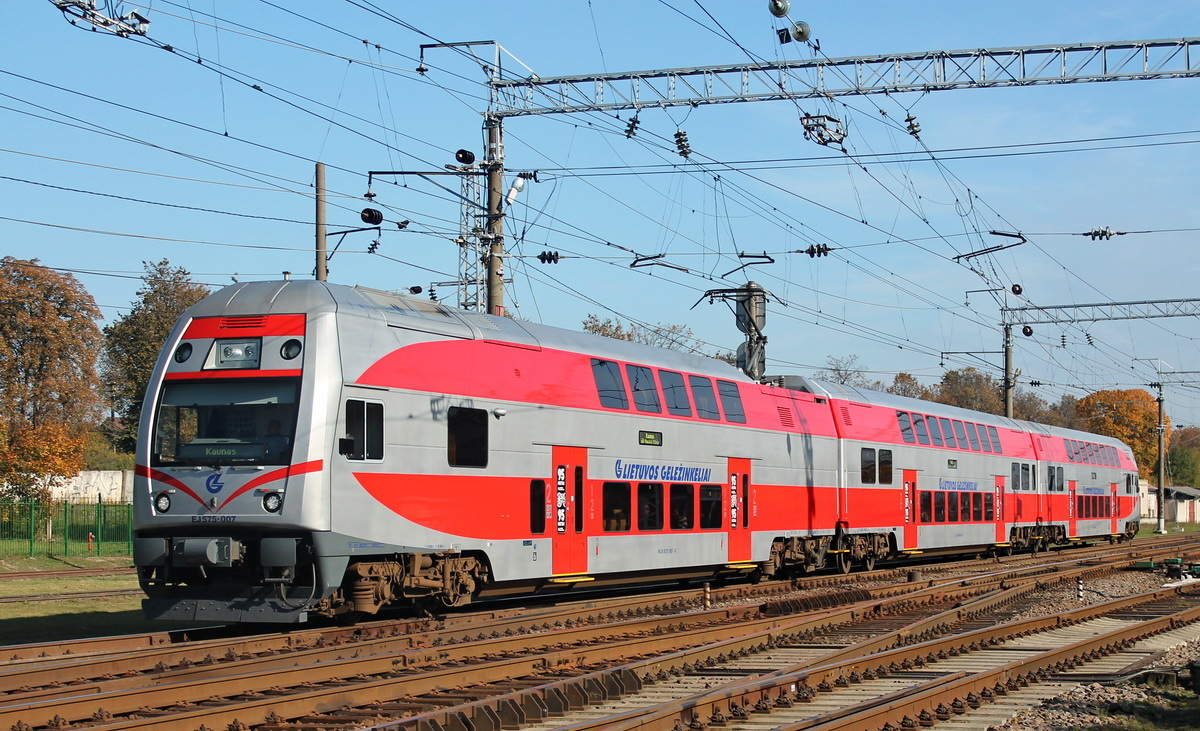
Nowy elektryczny zespół trakcyjny EJ75 w Landwarowie, 2014